# Dominique Tipper
Dominique Tipper (Londra, 24 giugno 1988) è un'attrice e musicista britannica di origine dominicana.

## Biografia
Conosciuta dal grande pubblico grazie all'interpretazione di Naomi Nagata, ingegnere spaziale  nella serie tv fantascientifica The Expanse distribuita in Italia da Amazon Prime Video. Ha prestato volto e voce per il gioco Need for Speed Payback, interpretando il personaggio di Lina Navarro.

## Filmografia

### Cinema
- Adulthood, regia di Noel Clarke (2008)
- Fast Girls, regia di Regan Hall (2012)
- Vampire Academy, regia di Mark Waters (2014)
- Montana, regia di Mo Ali (2014)
- Animali fantastici e dove trovarli (Fantastic Beasts and Where to Find Them), regia di David Yates (2016)
- La ragazza che sapeva troppo (The Girl with All the Gifts), regia di Colm McCarthy (2016)[1]
- Monday, regia di Argyris Papadimitropoulos (2020)

### Televisione
- Delitti in Paradiso - serie TV, episodio 4x06 (2015)
- The Expanse – serie TV, 58 episodi (2015-2022)
- Headhunters - serie TV, 6 episodi (2022)
- Monarch: Legacy of Monsters - serie TV (2023-in corso)

## Doppiatrici italiane
Nelle versioni in italiano delle opere in cui ha recitato, Dominique Tipper è stata doppiata da:
- Gemma Donati in Delitti in Paradiso, The Expanse